# El disco (álbum de Alejandro Sanz)
#ElDisco es el undécimo álbum de estudio del cantautor español Alejandro Sanz. Salió al mercado el 4 de abril de 2019 para la compañía Universal Music y fue coproducido junto con los productores Julio Reyes y Alfonso Pérez.
Previamente había sido lanzado el sencillo "No tengo nada", el cual sería el primero de su próximo álbum discográfico, que finalmente se confirmó que llevaría el nombre de "#ElDisco". El tema, lanzado el 29 de noviembre tuvo una buena acogida comercial y su video en YouTube registró más de 22 millones de visualizaciones.
El 7 de febrero de 2019, Sanz estrenó el video musical de su segundo sencillo, "Back in the city". La canción cuenta con ritmos latinos y urbanos, acompañado de Nicky Jam. En marzo de ese mismo año, Alejandro Sanz anunciaría que el nuevo sencillo sería "Mi persona favorita", en el que colabora Camila Cabello. Este último sencillo fue certificado con disco de platino en España y disco de oro en Estados Unidos y Puerto Rico.
El 27 de septiembre de 2019, Alejandro Sanz lanzó su cuarto sencillo de su nuevo álbum, “El Trato”.

## Lista de canciones
Todas las canciones escritas y compuestas por Alejandro Sanz. 
| #ElDisco |                                            |                                                                                               |                                                 |          |  |
| N.º      | Título                                     | Escritor(es)                                                                                  | Productor(es)                                   | Duración |  |
| 1.       | «El trato»                                 | Alejandro Sanz                                                                                | Alejandro Sanz · Julio C. Reyes · Alfonso Pérez | 4:18     |  |
| 2.       | «Mi Persona Favorita» (con Camila Cabello) | Alejandro Sanz, Camila Cabello                                                                | Alejandro Sanz · Julio C. Reyes · Alfonso Pérez | 3:59     |  |
| 3.       | «No Tengo Nada»                            | Alejandro Sanz                                                                                | Alejandro Sanz · Julio C. Reyes · Alfonso Pérez | 3:45     |  |
| 4.       | «Te Canto un Son»                          | Alejandro Sanz                                                                                | Alejandro Sanz · Julio C. Reyes · Alfonso Pérez | 3:12     |  |
| 5.       | «Los Lugares» (con Residente)              | Alejandro Sanz, Residente                                                                     | Alejandro Sanz · Julio C. Reyes · Alfonso Pérez | 3:28     |  |
| 6.       | «Back in the City» (con Nicky Jam)         | Alejandro Sanz, Nicky Jam, Anjeanette Chirino, Emilio Estefan, Juan Diego Medina, Julio Reyes | Alejandro Sanz · Julio C. Reyes · Alfonso Pérez | 3:21     |  |
| 7.       | «Este segundo» (con Judit Neddermann)      | Alejandro Sanz, Judit Neddermann                                                              | Alejandro Sanz · Julio C. Reyes · Alfonso Pérez | 2:25     |  |
| 8.       | «Azúcar en un Bowl»                        | Alejandro Sanz                                                                                | Alejandro Sanz · Julio C. Reyes · Alfonso Pérez | 3:43     |  |
| 9.       | «It’s Ok»                                  | Alejandro Sanz                                                                                | Alejandro Sanz · Julio C. Reyes                 | 3:32     |  |
| 10.      | «Te Canto un Son – Mezcla Binaural»        | Alejandro Sanz                                                                                | Alejandro Sanz · Julio C. Reyes · Alfonso Pérez | 3:12     |  |

## Posicionamiento en listas
| Lista (2019)                      | Posición |
| --------------------------------- | -------- |
| Argentina (CAPIF)                 | 1        |
| Mexican Albums (AMPROFON)         | 2        |
| Spanish Albums (PROMUSICAE)       | 1        |
| Estados Unidos (Top Latin Albums) | 36       |

## Certificaciones
| Territorio     | Organismo certificador | Certificación | Ventas certificadas | Ref.   |
| -------------- | ---------------------- | ------------- | ------------------- | ------ |
| España         | PROMUSICAE             | 2× Platino    | 80 000              | [ 9 ]  |
| Estados Unidos | RIAA                   | Oro (Latín)   | 30,000              | [ 10 ] |
| Argentina      | CAPIF                  | Oro           | 20 000              | [ 11 ] |
| Chile          | IFPI                   | Platino       | 10,000              | [ 11 ] |
| Ecuador        | SAE                    | Oro           | 3,000               |        |
| Perú           | IFPI                   | Oro           | 3,000               | [ 12 ] |